# IC8
O IC 8 é um itinerário complementar de Portugal que faz a ligação entre a   A 17  junto ao Outeiro do Louriçal (Pombal) e a   A 23  perto de Vila Velha do Ródão. É uma via com uma orientação predominante Oeste-Este que atravessa praticamente todo o litoral e interior do país, desenvolvendo-se na proximidade da cidade de Pombal e das vilas de Ansião, Sertã e Proença-a-Nova. É uma das vias estruturantes da região do Pinhal Interior.
Possui um perfil transversal tipo:
- maioritariamente 1+1 (com 2+2 nos nós de ligação) no troço mais recente, entre Louriçal e Pombal, onde o traçado é mais regular;
- predominantemente 2+1 nos troços mais antigos, entre Pontão (Avelar) e Proença-a-Nova. No entanto, o traçado do IC 8 nesta zona é bastante sinuoso, com grandes subidas e descidas e curvas apertadas, apelando-se aos condutores para conduzirem com cuidado nesta via.

Em 2012 e 2013, o IC8 teve uma requalificação no troço Pedrógão Grande-Sertã. No entanto, as obras causaram vários acidentes. Um dos acidentes e o mais falado foi o acidente do autocarro em 27 de janeiro de 2013.
O itinerário complementar desde do início de 2018 fez já três mortos, uma mulher de 71 anos (no dia 29.04.2018), uma jovem de 19 anos(no dia 02.04.2018) e um empresário de  41 anos( no dia 10.04.2018) e uma mulher gravemente ferida de 32 anos( no dia 02.04.2018). Referindo o atual presidente da câmara de Ansião, António José Domingues, há dias, para “o delicado e problemático trajecto do IC8”, defendendo “uma requalificação do seu traçado” que “resolvesse e não remediasse” as condições de circulação naquela via.

Traçado do IC 8 no Google Maps

## Estado dos Troços
| Troço                                         | Situação                             | km   |
| --------------------------------------------- | ------------------------------------ | ---- |
| Carriço ( A 17 ) – A 1                        | Em serviço (12/2006)                 | 12,5 |
| A 1 – Pombal                                  | Em serviço (classificado como A 34 ) | 4,9  |
| Pombal – Pontão (Avelar)                      | Em serviço, sem formato de IC        | 27   |
| Pontão (Avelar) - Pedrógão Grande             | Em serviço (01/1993)                 | 21,3 |
| Pedrógão Grande - Sertã                       | Em serviço (1993)                    | 17,3 |
| Sertã – Proença-a-Nova                        | Em serviço (1995)                    | 19,4 |
| Proença-a-Nova – Vila Velha de Ródão ( A 23 ) | Em serviço (11/2012)                 | 26,3 |

## Saídas
| Saída                     | Destinos                                                        | Estrada que liga         |
| ------------------------- | --------------------------------------------------------------- | ------------------------ |
|                           | Aveiro / Figueira da Foz Leiria                                 | A 17 ( 6)                |
| 2                         | Outeiro do Louriçal Carriço                                     | N 342                    |
| 3                         | Louriçal                                                        |                          |
| 4                         | Assanha da Paz São João da Ribeira                              | N 237                    |
| 5                         | Porto / Coimbra Lisboa / Leiria                                 | A 1 ( 10)                |
| 6 (sentido ESTE)          | zona industrial                                                 | N 237                    |
| 7                         | Pombal (norte) Coimbra Leiria                                   | N 1 IC 2                 |
| 8                         | Pombal (este)                                                   | N 237                    |
|                           |                                                                 | N 237                    |
| saída 9                   | Vale                                                            |                          |
| saída 9                   | Pousios Outeiro das Galegas Cumieira de Cima                    |                          |
|                           | Vila Cã                                                         | M 532                    |
| saída 10                  | Freixianda Abiúl                                                |                          |
| saída 10                  | Castelo Feira dos 14                                            |                          |
| saída 11                  | Ramalhais                                                       |                          |
| saída 11                  | Freixianda                                                      |                          |
| saída 12                  | Santiago da Guarda Vale da Avessada                             |                          |
| saída 12                  | Mogadouro Vale Perneto                                          |                          |
| Area de Serviço de Ansião |                                                                 |                          |
| 13                        | Ansião Sarzedela                                                | N 348                    |
| saída 14                  | Chão de Couce Pontão zona industrial                            |                          |
|                           |                                                                 | N 237                    |
| 16                        | Coimbra / Penela Tomar / Alvaiázere                             | N 110 / IC 3             |
| 17                        | Avelar Pontão                                                   | N 237                    |
| 18                        | Coimbra / Penela Tomar / Alvaiázere                             | A 13 ( 24)               |
| 19                        | Aguda Fato                                                      | M 525                    |
| 20                        | Chimpeles Figueiró dos Vinhos (oeste)                           | N 237                    |
| 21                        | Figueiró dos Vinhos (este) Castanheira de Pêra zona industrial  | N 236-1                  |
| 22                        | Vila Facaia Graça                                               | M 1170                   |
| 23                        | Troviscais Mosteiro                                             | M 516                    |
| 24                        | Pedrógão Grande (zona industrial) Pampilhosa da Serra           | N 2                      |
| 25                        | Pedrógão Grande (centro)                                        |                          |
| 26                        | Pedrógão Pequeno Madeirã Oleiros                                | N 350                    |
| 27                        | Carvalhal                                                       | N 2                      |
| 28                        | Castelo                                                         | M 531                    |
| 29                        | Cernache do Bonjardim Cabeçudo                                  | N 238                    |
| 30                        | Sertã (zona industrial) Cernache do Bonjardim                   | N 2                      |
| 31                        | Sertã (norte) Oleiros                                           | N 238                    |
| 32                        | Sertã (este) Vila de Rei Abrantes                               | N 2                      |
| 33                        | Várzea dos Cavaleiros                                           | M 529-1                  |
| 34                        | Vale Pereiro                                                    | M 538                    |
| 35                        | Isna de São Carlos Maljoga de Proença                           | M 1170                   |
| 36                        | Cardigos                                                        | M 536                    |
| 37                        | Proença-a-Nova (oeste)                                          | N 241                    |
| 38                        | Proença-a-Nova (centro)                                         | M 529-2                  |
| 39                        | Sobreira Formosa Mação                                          | N 351 N 241              |
| 40                        | Pedra do Altar São Pedro do Esteval                             | N 241 N 351              |
| 41                        | Peral                                                           | M 542                    |
| 42                        | Castelo Branco / Abrantes Vila Velha de Ródão Perdigão Alvaiade | N 3                      |
|                           | Lisboa / Portalegre                                             | A 23 ( 18)               |
| direção                   | Castelo Branco / V. V. Ródão                                    | A 23                     |
|                           |                                                                 |                          |
| Fonte                     | Google Maps (streetview)                                        | Google Maps (streetview) |

## Saídas anteriores

### Louriçal - Pombal
| Saída            | Destinos                           | Estrada que liga |
| ---------------- | ---------------------------------- | ---------------- |
|                  | Aveiro / Figueira da Foz Leiria    | A 17 ( 6)        |
| 1                | Outeiro do Louriçal Carriço        | N 342            |
| 2                | Louriçal                           |                  |
| 3                | Assanha da Paz São João da Ribeira | N 237            |
| 4                | Porto / Coimbra Lisboa / Leiria    | A 1              |
| 5 (sentido ESTE) | zona industrial                    | N 237            |
| 6                | Pombal (norte) Coimbra Leiria      | N 1              |
| 7                | Pombal (este)                      | N 237            |
|                  | direcção Ansião                    | N 237            |

### Avelar - Proença-a-Nova
| Saída | Destinos                                                       | Estrada que liga |
| ----- | -------------------------------------------------------------- | ---------------- |
|       |                                                                | N 237            |
| 16    | Coimbra / Penela Tomar / Alvaiázere                            | N 110            |
| 17    | Avelar Pontão                                                  |                  |
| 18    | Coimbra / Penela Tomar / Alvaiázere                            | A 13             |
| 19    | Aguda Fato                                                     | M 525            |
| 20    | Chimpeles Figueiró dos Vinhos (oeste)                          |                  |
| 21    | Figueiró dos Vinhos (este) Castanheira de Pêra zona industrial | N 236-1          |
| 22    | Vila Facaia Graça                                              |                  |
| 23    | Troviscais Mosteiro                                            |                  |
| 24    | Pedrógão Grande (zona industrial) Pampilhosa da Serra          | N 2              |
| 25    | Pedrógão Grande (centro)                                       |                  |
| 26    | Pedrógão Pequeno Madeirã Oleiros                               | N 350            |
| 27    | Portela do Sesmo Carvalhal                                     | N 2              |
| 28    | Cimo da Ribeira                                                |                  |
| 29    | Malpica                                                        | N 2              |
| 30    | Sertã (zona industrial) Cernache do Bonjardim                  |                  |
| 31    | Sertã (norte) Oleiros                                          | N 238            |
| 32    | Sertã (este) Vila de Rei Abrantes                              | N 2              |
| 33    | Várzea dos Cavaleiros Boais                                    | M 529-1          |
| 34    | Isna de São Carlos Maljoga de Proença                          |                  |
| 35    | Castelo                                                        | N 241            |
| 36    | Proença-a-Nova (oeste)                                         | N 241            |
| 37    | Proença-a-Nova (sul)                                           |                  |
| 38    | Sobreira Formosa Mação                                         | N 351 N 241      |
| 39    | Moitas Pedra do Altar Oleiros                                  | N 351            |
| 40    | Perdigão Alvaiade Vilar do Boi                                 | N 3              |
|       | Castelo Branco / V. V. Ródão Lisboa / Portalegre               | A 23             |

## Estudos de traçado
1. Resumo Não-Técnico do Estudo de Impacto Ambiental do IC 8 - Proença-a-Nova / A 23: []